# 鶴井亜南
鶴井 亜南（つるい あなみ、1995年8月7日）は、日本のプロボウラー。栃木県出身。JPBA第47期生（ライセンスNo.513）。身長162cm。体重51kg。左投げ。作新学院高等学校卒業。N＆Kco.,Ltd所属。用品契約はアメリカンボウリングサービス（ABS）。夫はプロボウラーの藤永北斗。

## 来歴
子供の頃に友人とボウリング場へ遊びに出かけボウリングに興味を持ち、小学校5年生の時に父にお願いしてマイボールを買って貰う。その頃にちょうどテレビで『ボウリング革命 P★League』の放映が始まり自身もPリーガーになりたい思うようになって先ずはプロになるために本格的に練習を始めた。
中学生の時にJBCに入り、千葉国体や岐阜国体、東京国体に出場し、岐阜国体では団体戦のダブルスで7位入賞の成績を残す。
高校はスポーツで有名な作新学院に入学し、ボウリングを「校外活動」として認めてもらい、数多くの大会に参加する。高校1年の時に全日本ジュニアの強化選手に選出されるなどボウリング中心の生活を送る。
2014年、Pリーグの「第2回次世代P★リーガー発掘プロジェクト」に合格し、念願のPリーガーとなる。
2014年に実施されたJPBAのプロテストに7位の成績で合格してプロ入りを果たした。
2015年は同期生の寺下智香と共に好成績を収め、東海オープンで自己最高の2位に入り、2年目でトップシードを獲得した。
2020年8月7日、一般男性と結婚。
2021年6月21日、第一子となる男児を出産。
2022年10月より不定期ではあるが、「アニーステーション」というRankseekerのYouTubeライブ配信がスタートした。
出産後、少しずつプロチャレンジマッチなどのイベントに参加していたが、2023年からPリーグへ復帰、さらに女子出場順位決定戦に出場して30位に入り本格的にプロトーナメント参戦を再開した。
時期は不明だが一般男性とはすでに離婚しており、2024年7月25日にプロボウラーの藤永北斗と再婚したことを報告した。

## 人物
- 趣味はトレーニング・音楽鑑賞・歴史など[6][12]。座右の銘は不動心[12]。
- プロ同期には同じく第2回次世代P★リーガー発掘プロジェクトに合格した寺下智香・前屋瑠美・浦麻紗実などがいる[5]。
- Pリーグでのキャッチフレーズは「フレッシュサウスポー」[6]。Pリーグは第4シーズンの第52戦でデビュー[6]し、3回目の出場となった第5シーズンの第55戦で初勝利[13]、第8シーズンでは初のシーズン女王を獲得した[14]。

## プロ入り後の主な戦績
※10位以内の順位のみ

### 公式戦
- 800シリーズ達成 1回

#### 2015年
- JFEカップ2015千葉女子オープンボウリングトーナメント - 4位
- 中日杯2015東海オープン - 2位

#### 2017年
- 第37回関西オープン女子 - 10位
- 宮崎プロアマオープン - 5位
- JLBCクイーンズオープン プリンスカップ - 2位

#### 2018年
- 宮崎プロアマオープン - 9位（タイ）
- 六甲クイーンズオープン - 3位

#### 2019年
- HANDA CUP第51回全日本女子プロボウリング選手権大会 - 5位

#### 2020年
- 六甲クイーンズオープン - 3位

#### 2024年
- グリコセブンティーンアイス杯第11回プロアマボウリングトーナメント女子 - 8位
- アイキョーホームプレゼンツ プロボウリングレディース トーナメント2024 - 2位

### Pリーグ
- 第63戦 - 準優勝
- 第7シーズンチャンピオン決定戦 - 準優勝
- 第65戦 - 優勝（初）
- 第66戦 - 3位
- 第8シーズンチャンピオン決定戦 - 優勝（初）
- 第76戦 - 準優勝
- 第102戦 - 優勝
- 第103戦 - 優勝
- 第105戦 - 優勝